# Darłowo (zámek)
Zámek (resp. hrad) pomořanských vévodů v Darłowu je původně gotický hrad ze 13. století v severopolském Darłowě v Západopomořanském vojvodství. Jedná se o jediný přímořský gotický hrad v Polsku, sídlo vévodů Pomořanska. 

## Popis

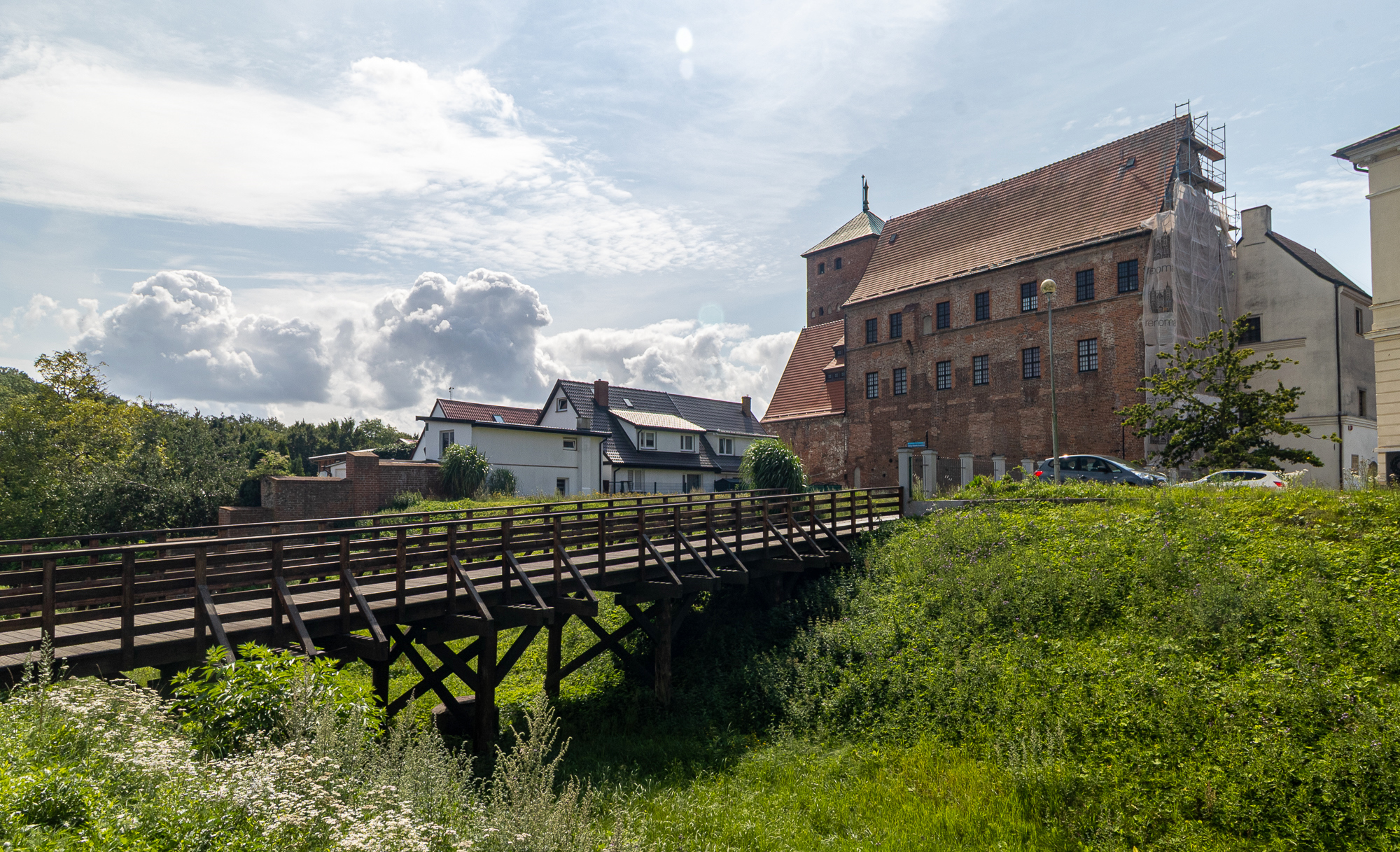
Hrad od východu

Hrad je postaven na přibližně čtvercovém půdorysu s 24 metrů vysokou věží. V 18. a 19. století budova sloužila různým účelům, nacházely se zde sklady, nemocnice, soud a věznice. Od roku 1930 je celý 

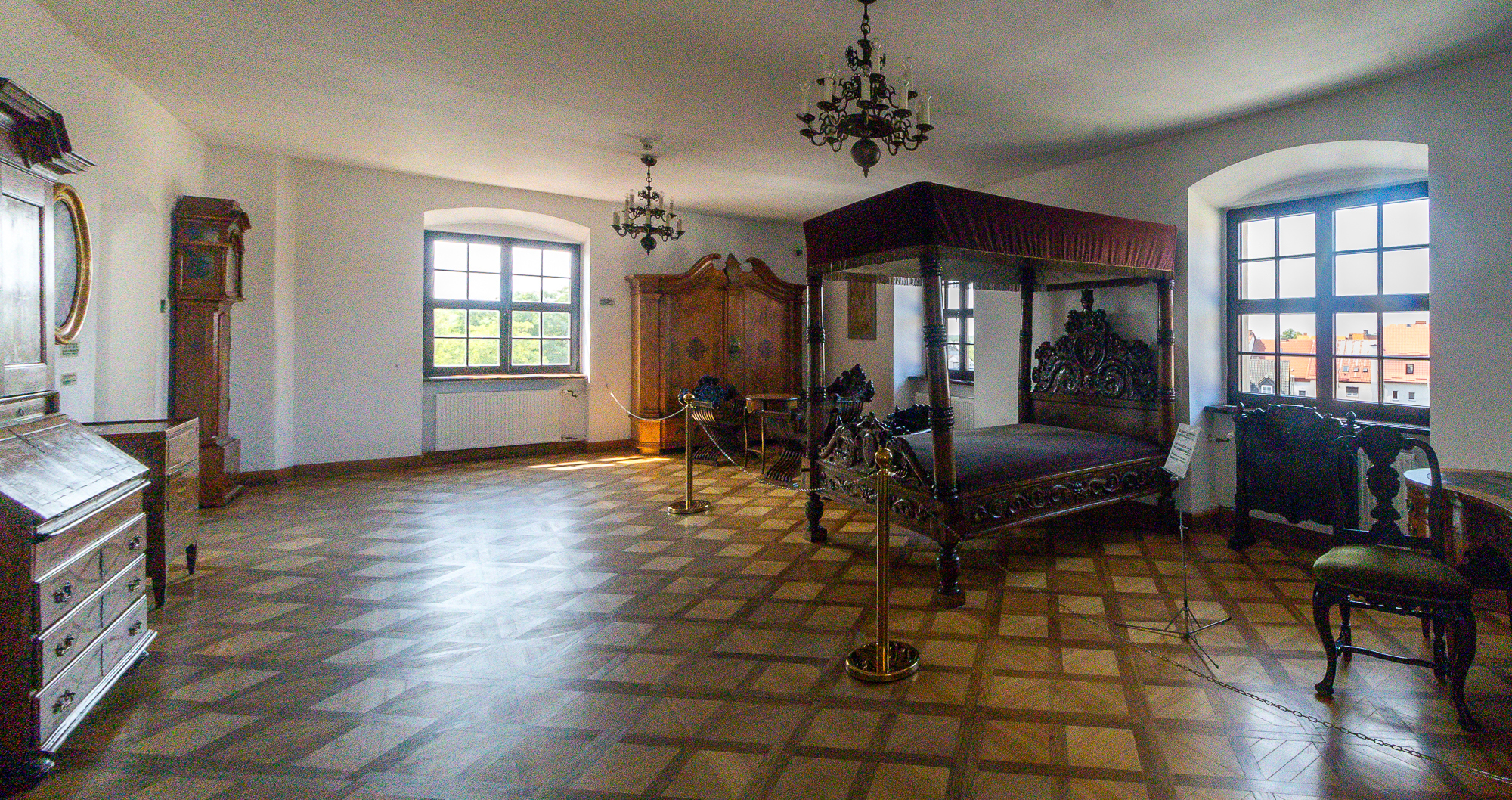
Vévodská ložnice

hrad a zámek uzpůsoben jako muzeum samotného hradu, ale i historie města a okolí.
Objekt je v současné době sídlem Městského muzea Darłowo a je přístupný veřejnosti.

## Dějiny
Výstavba hradu začala v roce 1352 za vlády Bogislava V. a v tomto období začala i spolupráce města s Hanzovní ligou.
V roce 1382 se na hradě narodil Erik VII. Pomořanský, pozdější král norský, dánský a švédský. Poté, co se již jako vévoda pomořanský vrátil do rodného města, nechal mezi lety 1449 a 1459 hrad přestavět a posílit jeho obranné funkce podle vzoru svého dřívějšího sídla, hradu Kronborg v Dánsku.
V roce 1622 vévoda Boguslav XIV. odkázal hrad dánské koruně a po jeho smrti hrad skutečně převzali Oldenburkové. V roce 1773 daroval dánský král Kristián VII. hrad pruskému králi Bedřichovi II. Pruský král Bedřich Vilém III. nařídil zbourat zeď obklopující hrad a uvnitř vybudovat vojenská kasárna. 
V letech 1807 až 1808 se na hradě nacházela nemocnice pro vojáky Napoleonovy armády. V roce 1840, po korunovaci pruského krále Bedřicha Viléma IV., se na hradě konaly oslavy a hostina na počest nového krále. Během lednového povstání dánští králové – nejprve Bedřich VII., poté Kristián IX. z rodu Glücksburků – usilovali o znovuzískání vévodského hradu v Darłowu. Po dlouhém úsilí Kristián IX. hrad skutečně získal, ne však přilehlé město. Dynastie Glücksburských hrad vlastnila až do roku 1912, kdy zemřel Bedřich VIII. Poté se král Kristián X. rozhodl proměnit hrad v muzeum a v roce 1930 byl plán realizován.
Během druhé světové války nebyl hrad zničen, a to i přes devastaci, kterou město utrpělo. V roce 1945 bylo v areálu hradu zřízeno místní historické muzeum.
V letech 1971 až 1988 prošel hrad rozsáhlou rekonstrukcí za přispění archeologů a restaurátorů a dne 22. října 1988 bylo muzeum znovu otevřeno pro veřejnost. 

## Architektura

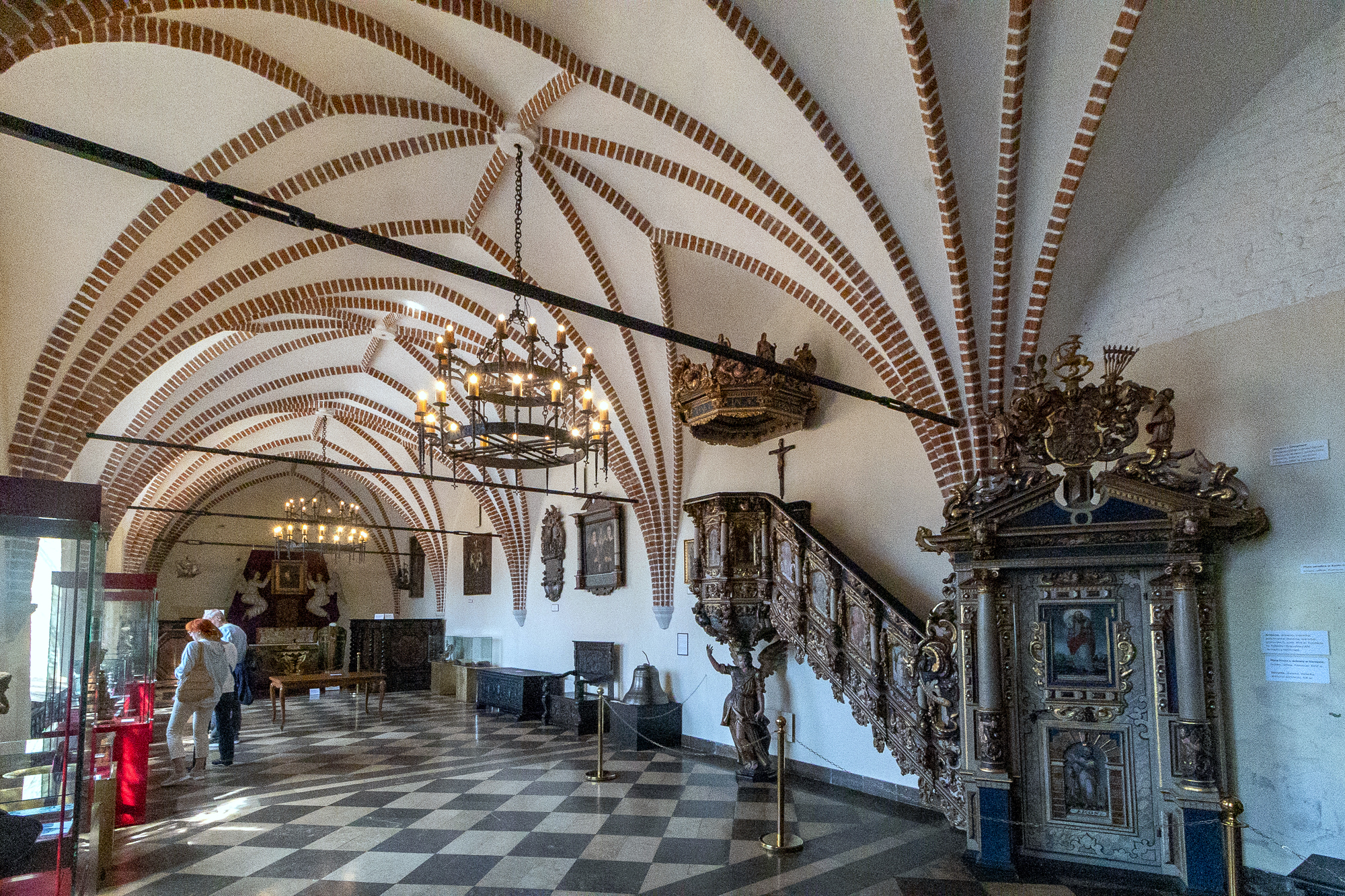
Hradní kaple z doby Bohuslava XIV.

Hrad byl postaven z cihel na obdélníkovém půdorysu o rozměrech 31 x 35 m na umělém ostrově mezi řekou Wieprzou a Mlýnským kanálem. Měl dvě brány: jednu ve vysoké věži s předbraním vyčnívajícím z jihovýchodní kurtiny, druhou v severozápadní zdi s dvojitým průchodem pro pěší a vozidla, vedoucí směrem do centra města. 
Mezi budovy nádvoří patřily: dvoupatrová budova se suterénem o rozměrech 12,5 x 15 m; dvoupatrová budova se suterénem na čtvercovém půdorysu o rozměrech 8 m na každou stranu; Rytířský sál – přízemní budova se suterénem z konce 14. století se čtyřmi arkýři, hvězdicovou klenbou a čtyřmi velkými okny s výhledem do nádvoří; a malá (4 x 8 m) dvoupatrová budova sousedící s bránou vedoucí do města. 
Celá stavba pak byla obklopena obvodovou zdí vysokou přibližně 15 metrů. Z jihu k hradu přiléhalo předhradí. Postupem času byla vybudována vnější zeď, která obklopovala hrad po obvodu, s vodním příkopem na severní straně. Na konci 15. století byla k západní hradební zdi přistavěna nová budova o rozměrech 35 x 8 metrů. 
Za vlády Barnima XI. byl Rytířský sál a jižní brána rozšířeny o dvě patra a byla také postavena nová budova severní brány, která přesahovala linii hradeb. Za vlády Boguslava XIV. byla ve východním křídle postavena mimořádně bohatě zdobená hradní kaple, jejíž vybavení zahrnovalo stříbrný darłowský oltář.

## Galerie

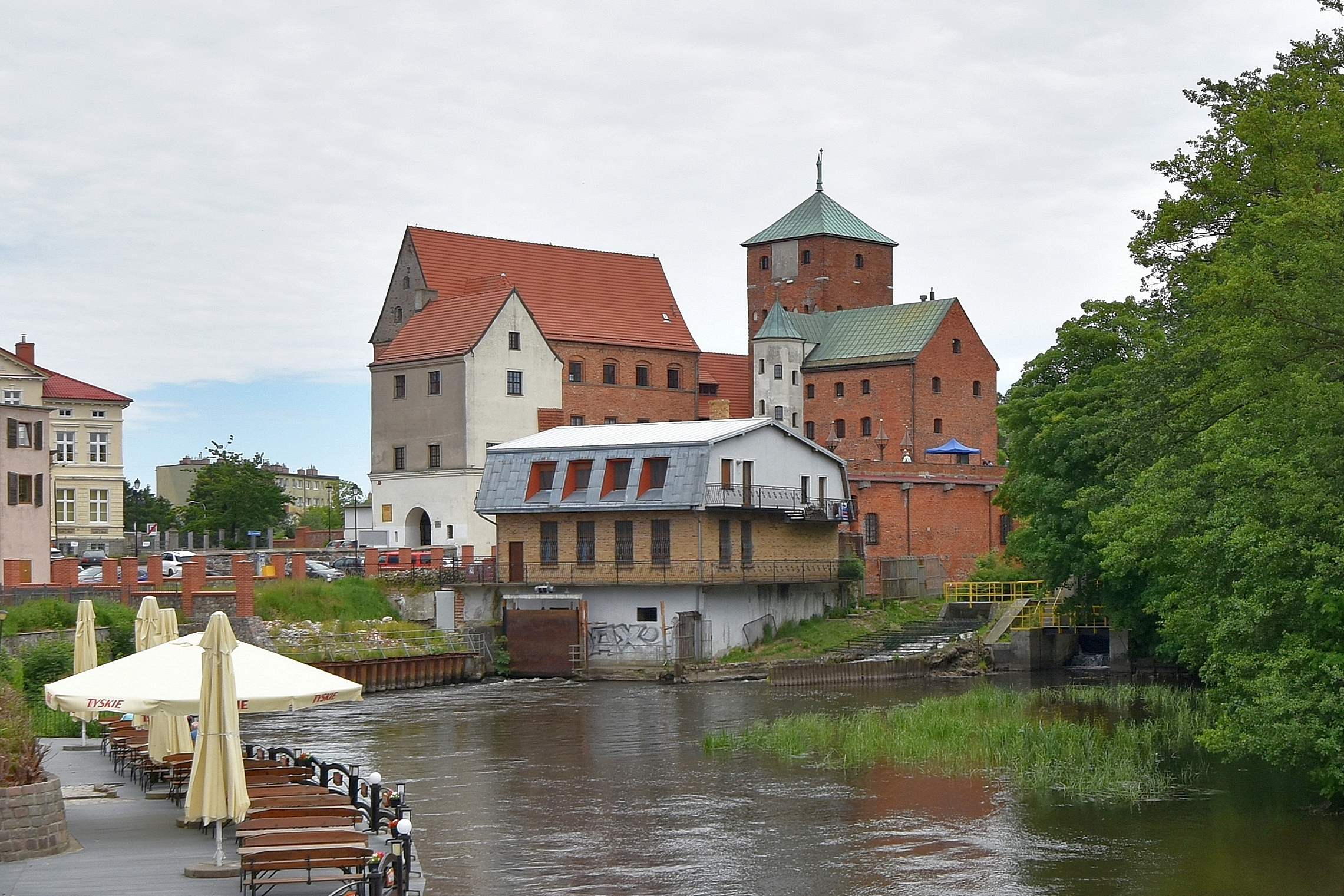
Výhled z řeky Wieprz
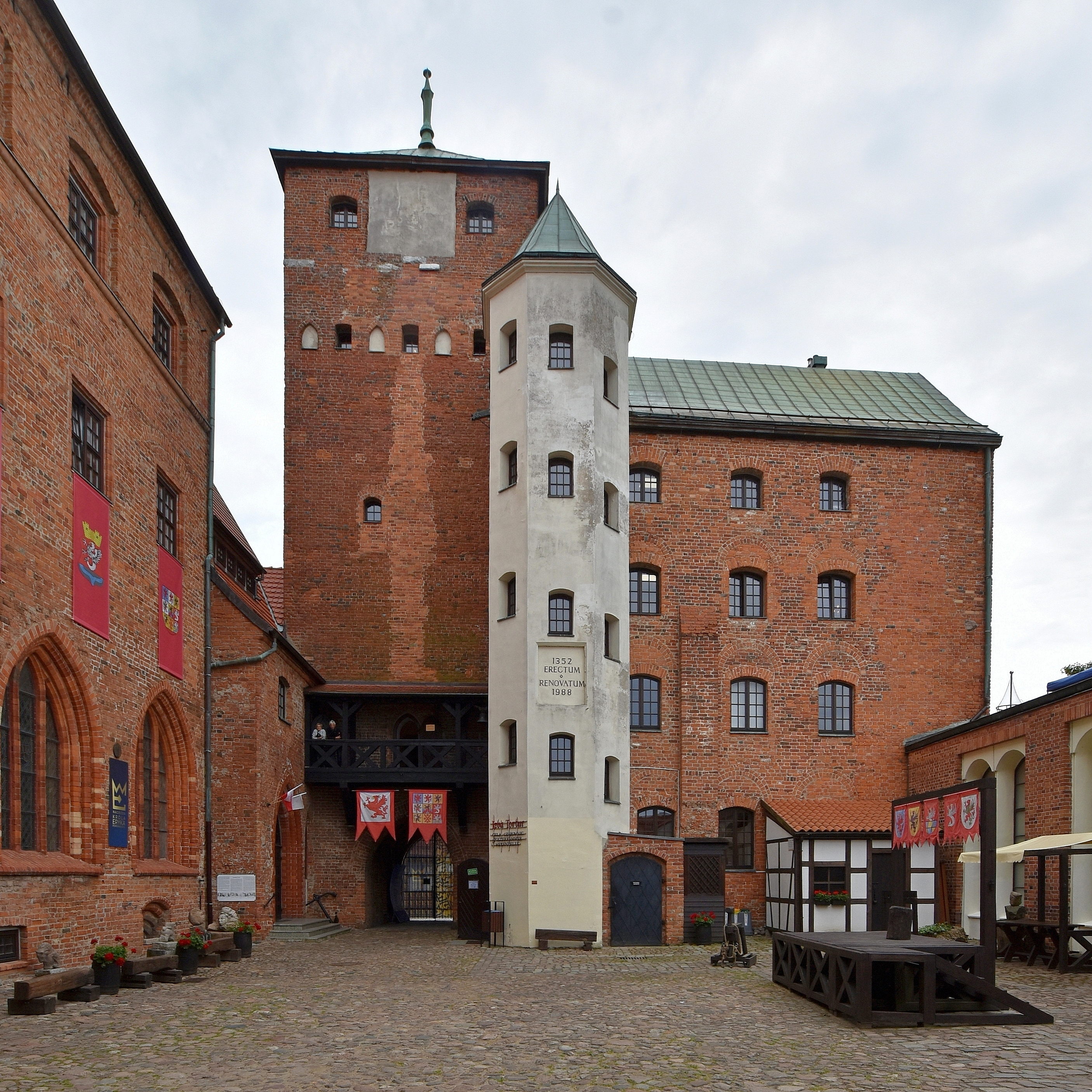
Nádvoří hradu
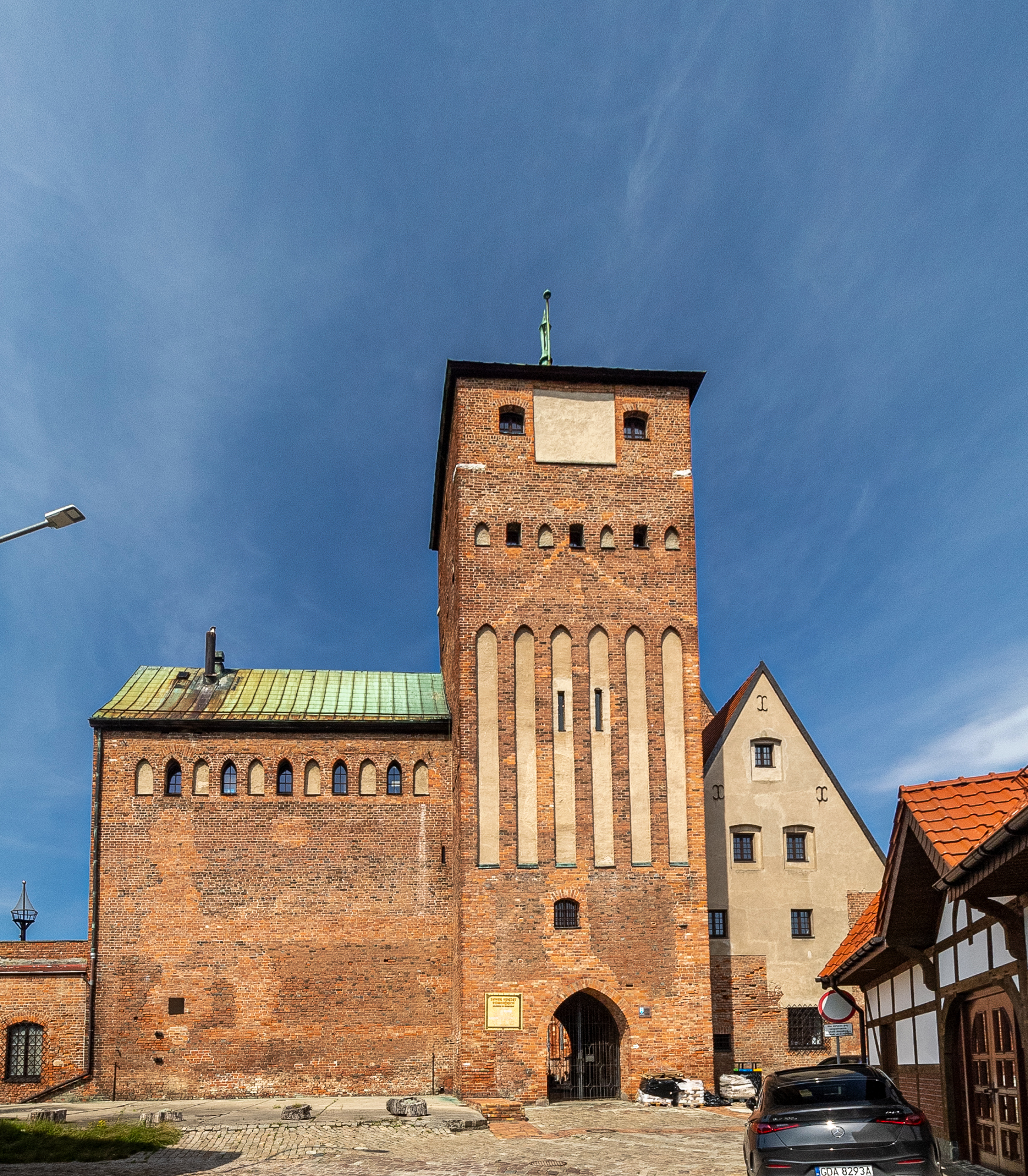
Jižní průčelí hradu se vstupní branou